# Megaphorus megachile
Megaphorus megachile là một loài ruồi trong họ Asilidae. Megaphorus megachile được Coquillett miêu tả năm 1893.